# Hippopotamus antiquus
Hippopotamus antiquus, manchmal auch Europäisches Flusspferd genannt, war ein Flusspferd, welches vom Pliozän bis zum Jungpleistozän in Europa verbreitet war.

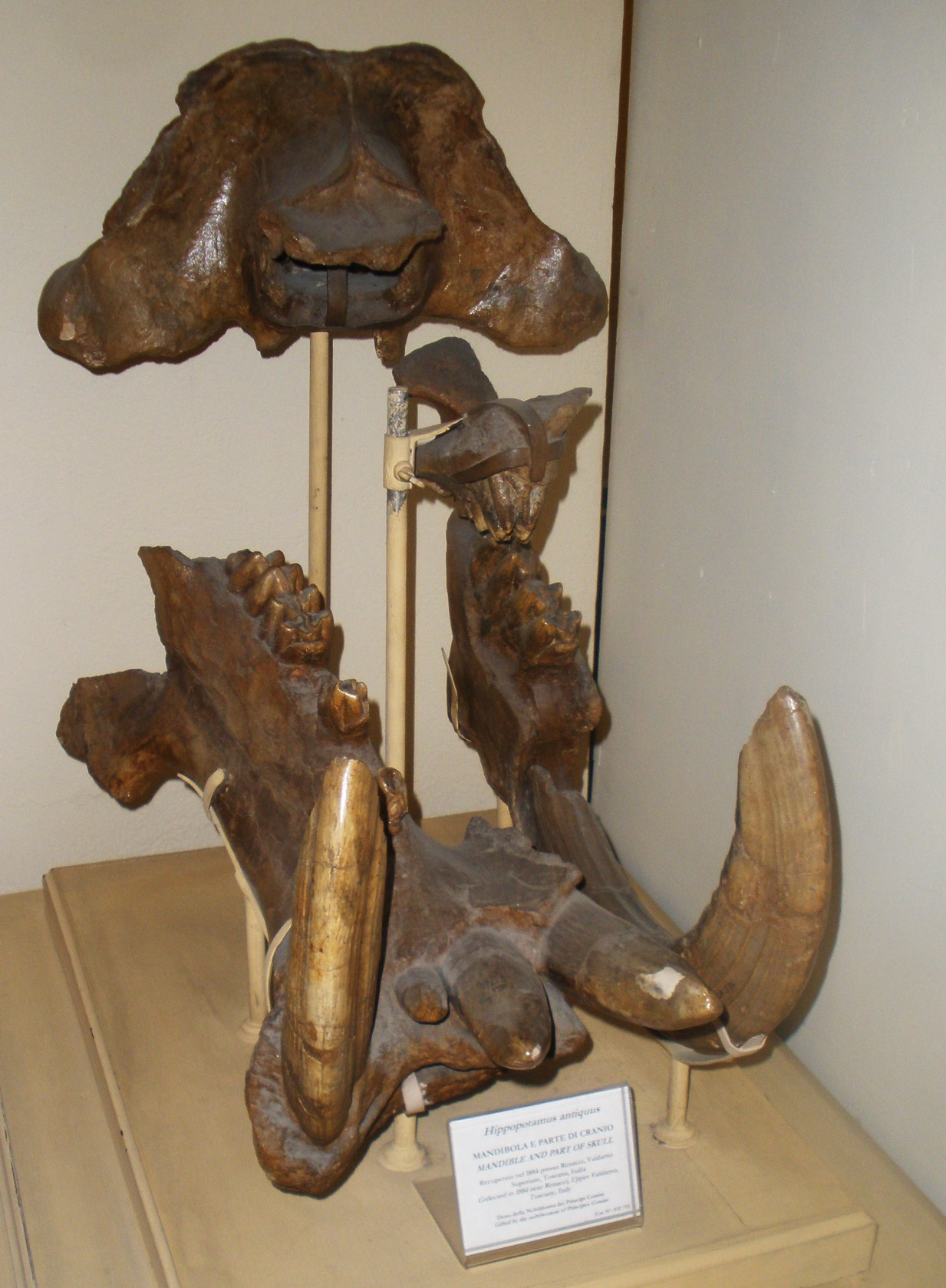
Schädel von Hippopotamus antiquus
(Museum für Geologie und Paläontologie, Florenz)

Das Verbreitungsgebiet reichte von der Balkanhalbinsel über den Rhein-Weser-Raum bis auf die Britischen Inseln, das Rhonetal, die Apenninhalbinsel und die Iberische Halbinsel. 
Während H. antiquus von Kurtén noch als Unterart von H. amphibius präferiert wird, gehen jüngere Fachautoren von einer eigenen Art aus.
Augenscheinlich hat es aus Afrika verschiedene, zeitlich auf einander folgende Immigrationswellen der Gattung Hippopotamus gegeben. Hierbei wurde einerseits davon ausgegangen, dass bei jeweils gleichem Lebensraum und gleicher Nahrungsgrundlage sich unterschiedliche Arten im Verbreitungsgebiet zeitlich überschnitten, sowie gegenteilig jeweils nur eine Art im jeweiligen Zeitabschnitt existierte.
Wegen der zusätzlich teilweise schwierigen Abgrenzung beispielsweise mit H. major und H. incognitus ist eine eindeutige Zuordnung zu den einzelnen Arten oft schwierig. In Deutschland sind vor allem die Fundstätten am Oberrhein, in Würzburg (Schalksberg) in Unterfranken und Untermaßfeld in Thüringen bekannt. Davon wurden wenigstens die unterfränkischen Fossilien in Abwägung der Befundlage mit Vorbehalt H. antiquus zugewiesen.
Die Paläontologische Nachweise der Fossilien in der Mainebene werden zeitlich dem Cromer-Komplex zugeordnet. H. antiquus wurde im west- und mitteleuropäischen Besiedlungsraum durch das später auftretende H. amphibius abgelöst. Fossilien im Val d’Arno werden ins Villafranchium datiert.
H. antiquus wird in seinem Habitus als „riesenhaft“ beschrieben. Demnach soll es sich um die größte moderne Art der Gattung Hippopotamus gehandelt haben. Die Tiere erreichten eine Kopf-Rumpf-Länge von 4 Metern und ein Gewicht von 4 Tonnen.